# Zur Blauen Traube (Bad Reichenhall)
Zur Blauen Traube ist ein ehemaliger Gasthof in Bad Reichenhall.
Das Gebäude steht unter Denkmalschutz und ist unter der Nummer D-1-72-114-87 in die Bayerische Denkmalliste eingetragen.

## Geschichte
Am Anfang des 19. Jahrhunderts befand sich an der heutigen Poststraße 13 der Gasthof „Zum Klösterl“, in Anlehnung an das gegenüberliegende Kloster bei der Ägidikirche. Von 1805 bis 1816 war im Gebäude die Posthalterei untergebracht, dort befanden sich zudem Stallungen für 30 Pferde. Nach dem letzten großen Stadtbrand im November 1834 wurde die Blaue Traube im heutigen Stil wieder aufgebaut.
Am 9. November 1918 organisierte Sebastian Stolz, Vorsitzender der örtlichen SPD, eine öffentliche Versammlung in der Blauen Traube. Dort wurde ein Volks- und ein Soldatenrat gegründet. Ziel war es, auf die mit Ende des Ersten Weltkriegs einhergehenden Probleme zu reagieren. Vor allem aber riefen die Stadtverwaltung, der Volks- und Soldatenrat und die Presse gemeinsam zu Besonnenheit, Ruhe und Ordnung auf.
Nach Ausrufung der Münchner Räterepublik wurde die Stadt am 7. April 1919 aufgefordert, die öffentlichen Gebäude rot zu beflaggen. Fünf Tage später ließ Sebastian Stolz bei einer Versammlung in der Blauen Traube verlauten, „man würde die Diktatur der Räte nicht anerkennen und sich hinter den verfassungsgemäß gewählten bayerischen Ministerpräsidenten Johannes Hoffmann stellen“.
Beim Luftangriff auf Bad Reichenhall am 25. April 1945 wurde auch die Blaue Traube in Mitleidenschaft gezogen. Anders als die obere Poststraße, die zwischen Rathausplatz und Kammerbotenstraße fast vollständig zerstört wurde, erlitt die Blaue Traube nur leichte Schäden.
Nach dem Ende des Zweiten Weltkriegs befand sich in der Blauen Traube kein Gasthaus mehr. Lange Zeit nutzte die Firma Sieber die Räumlichkeiten, heute dient es als Wohn- und Geschäftshaus.

## Beschreibung

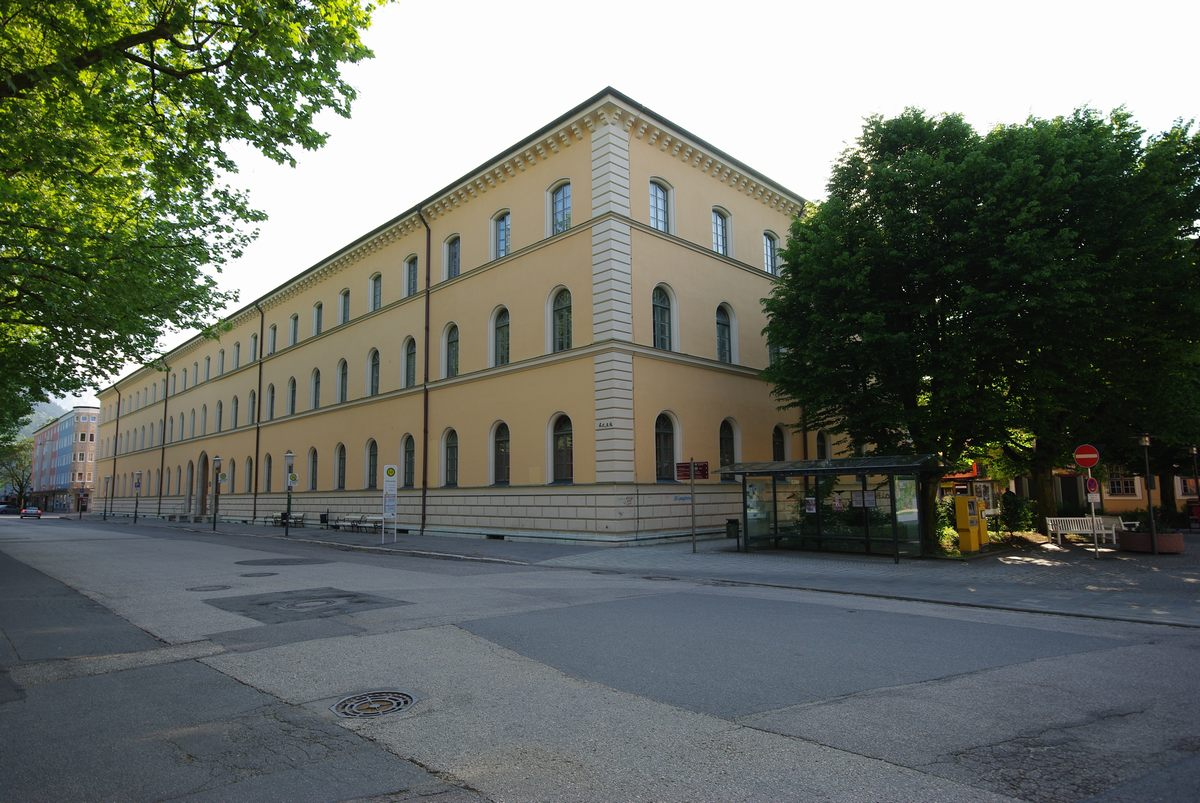
Beamtenstock

Das Gebäude, in dem sich lange das Gasthaus Zur Blauen Traube befand, ist ein dreigeschossiger langgestreckter Trakt. Das Bauwerk wurde nach 1834 mit Rundbogenfenstern im Stil Friedrich von Gärtners errichtet. Gärtner entwarf den Beamtenstock in der Salinenstraße. Dieser weist eine starke Ähnlichkeit mit der Bayerischen Staatsbibliothek in München auf, die ebenfalls ein Entwurf Gärtners ist.
Die Blaue Traube steht unter Denkmalschutz, sie liegt zudem im denkmalgeschützten Ensemble Poststraße (Bad Reichenhall).

## Lage
Die Blaue Traube befindet sich in der Poststraße in Bad Reichenhall und ist damit auch Teil des Ensemble Poststraße (Bad Reichenhall). Die Blaue Traube trägt die Hausnummer 13. 
Südlich schließt das Brodhaus an die Blaue Traube an. Im Gebäude Poststraße 15, das nördlich an die Blaue Traube anschließt, befanden sich – mit dem Haus Poststraße 17 – die Geschäfts- und Verkaufsräume der F. A. Wassermann’s Nachf. KG. Die traditionsreiche Eisenwarenhandlung wurde durch Franz Anton Wassermann im 19. Jahrhundert gegründet, die Nachfahren gaben gegen Mitte der 2010er Jahre das Geschäft auf. 
Südlich der Blauen Traube geht das Ensemble Poststraße nahtlos in das Ensemble Rathausplatz über. 
In der näheren Umgebung befinden sich weitere denkmalgeschützte Objekte wie das Salzmeierhaus, die Alte Saline und die St.-Ägidi-Kirche.